# FBI・不健康撲滅委員会
FBI・不健康撲滅委員会は、日本テレビの「バリューナイトフィーバー」で放送されたバラエティ番組。
健康番組を若者層にターゲットに絞った実験番組。

## 出演者
- パンツェッタ・ジローラモ、宮崎宣子
- ビビる大木、劇団ひとり
- 浜口順子、バッドボーイズ、レイザーラモンHG、マイケル、スピードワゴン

- ナレーター：小林清志

## スタッフ
- 構成：市川幸宏、小早川すすむ、福岡ナヲト、中川ゆーすけ
- ディレクター：高橋直樹、北村英樹、市川大作
- 演出：松本正幸
- プロデューサー：川添武明
- チーフプロデューサー：政橋雅人

| スタブアイコン | サブスタブ | この項目は、まだ閲覧者の調べものの参照としては役立たない、テレビ番組に関連した書きかけの項目です。この項目を加筆・訂正などしてくださる協力者を求めています（P:テレビ/PJ:放送または配信の番組）。 |